# Штром Іван Васильович
Іван Васильович Штром (30 січня (11 лютого) 1823 — 30 грудня 1887 (11 січня 1888), Петербург) — російський архітектор, працював в Україні.

## Життєпис
Народився у 1823 (у деяких джерелах подаються інші дати, від 1822 до 1825 року).
У 1838—1842 навчався у Петербурзькій академії мистецтв у В. І. Беретті. Здобув фах художника-архітектора. У 1850-х роках працював у Києві, де збудував ряд визначних споруд. Згодом переїжджає до Петербурга, де 1867 року стає професором архітектури.

### Роботи у Києві
- Будівля Київського Кадетського корпусу на Кадетському шосе (1852—1857, нині тут Міністерство оборони);
- Присутственні місця та Старокиївська пожежна частина з каланчею (1854—1857, співавтори М. Іконников, К. Скаржинський);
- Кірха Святої Катерини (1855—1857, співавтор Павло Шлейфер);
- Проєктував Володимирський собор (1853—1859, здійснений зі змінами П. Спарро, О. Беретті та В. Ніколаєвим).

За проєктами Штрома побудовано театри в Києві (Міський театр, зведений у 1854—1856, згорів у лютому 1896) і Житомирі (1854—1858, нині Житомирська обласна філармонія). Через непоказний вигляд київського театру побутував переказ, нібито два проєкти театрів Штрома, одночасно надіслані для погодження до Петербурга, у столиці переплутали та надіслали до Києва житомирський проєкт і навпаки.
Збудував також божевільню у Полтаві (1882—1886 р.)